# فؤاد الحاجي
فؤاد أحمد جاسم الحاجي تربوي ورجل أعمال وسياسي بحريني. يشغل حاليا عضوية مجلس الشورى منذ 2002.

## السيرة
ولد الحاجي في العاصمة المنامة. حصل على دورة أصول التربية وطرق التدريس ودورات متقدمة في إدارة الأعمال ورخصة طيران خاصة.
عمل مدرسا بوزارة التربية والتعليم من 1970 إلى 1972 ثم مارس العمل الحر من خلال النشاط التجاري. تم تعيينه عضوا في مجلس الشورى في عام 2002 حتى الآن.